# Жервиль, Шарль де
Шарль-Алексис-Адриен Дюэриссье де Жервиль (фр. Charles-Alexis-Adrien Duhérissier de Gerville, 19 сентября 1769, Жервиль-ла-Форе — 26 июля 1853, Валонь, Нормандия) — французский учёный-натуралист, геолог, историк, археолог.

## Биография
Сын Шарля де Жервиля, старосты прихода (seigneur de sa paroisse), Жервиль учился в коллеже в Кутансе, затем в течение двух лет посещал юридические курсы в университете в Кане. Вернувшись в Жервиль, он делил своё время между охотой, садоводством и изучением языков.
С началом Французской революции в 1792 году он присоединился к другим аристократическим эмигрантам, отправился в Бельгию, путешествовал по Англии, до 1796 года сражался в составе Первой коалиции, или «армии принцев». Затем поселился в Колчестере в Эссексе, в течение двух лет давал уроки итальянского и латинского языков, совершенствовал свои ботанические знания.
Он вернулся во Францию в октябре 1801 года и поселился в семейном доме Жервилей в Нормандии, где посвятил своё свободное время изучению археологии Котантена (полуострова на северо-западе Франции). В 1811 году Жервиль поселился в Валоне (область Манш), где изучал ботанику, геологию и древние документы по местной истории. Член Генерального совета Ла-Манша, он ушёл в отставку во время революции 1830 года и, будучи убеждённым легитимистом, отказался от креста ордена Почётного легиона, предложенного ему Луи Филиппом Орлеанским.

## Научная деятельность
Научные интересы Шарля де Жервиля включали естествознание, ботанику и нумизматику. Он оказался среди небольшой группы первых историков архитектуры во Франции. С 1814 года предпринял смелый проект по составлению реестра около пятисот церквей в области Ла-Манш. Некоторые из этих документов были опубликованы под заголовком «Археологический путь в Ла-Манш» (1818—1820). Вместе с коллегами из «Общества антикваров Нормандии» (Société des Antiquaires de Normandie), основанного в 1823 году Арсиссом де Комоном, он практически сформировал «школу архитектурных специалистов».
Именно Жервиль в письме от декабря 1818 года, адресованном геологу и историку Огюсту Ле Прево, употребил определение «романское искусство» в отношении литературы. Затем его друг и единомышленник Арсисс де Комон ввёл этот термин в тексты своих лекций и публикаций по отношению к раннесредневековой архитектуре.
Шарль де Жервиль был членом-корреспондентом «Академии надписей и изящной словесности». Поощряя Л. В. Делиля, уроженца Валони, будущего историка, он нанял его для копирования рукописей из своей коллекции и обучил основам палеографии, чтобы тот смог поступить в 1846 году в Школу хартий (École des Chartes).
Статьи и заметки, опубликованные Шарлем де Жервилем о городах и римских дорогах полуострова Котантен, исследования по истории Меровингов и аббатства Мон-Сен-Мишель, были собраны под названием «Географические и исторические исследования департамента Манш» (Études géographiques et historiques sur le département de la Manche, 1854). Его коллекция рукописей ныне разделена между ведомственными архивами Манша, муниципальной библиотекой Шербура и коллекцией Музея изобразительных искусств Кана (Musée des beaux-arts de Caen).
Шарль де Жервиль собрал большую коллекцию окаменелостей Котантена. Ещё в январе 1816 года он сообщил о наличии ископаемых в карьерах региона Валонь, где разрабатывались залежи известняка, датируемые нижним Юрским периодом. Оказалось, что эти кости представляют собой самые ранние останки плезиозавров. Весьма вероятно, что брюхоногий моллюск Mitrella gervillii был назван Шарлем Пайродо в 1826 году в честь Шарля де Жервиля.

## Основные работы
- Археологическая поездка в Ла-Манш (Voyage archéologique dans la Manche)
- Вторые заметки о древних замках Ла-Манша (Second mémoire sur les anciens châteaux de la Manche), 1825
- Аббатства и древние замки Ла-Манша (Les Abbayes et les anciens châteaux de la Manche), 1825
- Исследования Гаагской дамбы и первых нормандских военных построек на наших берегах (Recherches sur le Hague-dike et les premiers établissements militaires des Normands sur nos côtes), 1831
- Замки Ла-Манша: округ Сен-Ло, Париж и Амьен (Les Châteaux de la Manche : l’arrondissement de Saint-Lô, Res universis, Paris et Amiens), 1989.
- Географические и исторические исследования департамента Манш (Études géographiques et historiques sur le département de la Manche), 1854.
- Исследования островов Котантен в целом и миссии С. Маглуара в частности (Recherches sur les îles du Cotentin en général, et sur la mission de S. Magloire en particulier), 1846